# أليكساندر مارتينوفيتش
أليكساندر مارتينوفيتش (بالفرنسية: Alexandre Martinović)‏ هو لاعب كرة قدم فرنسي في مركز حراسة المرمى، ولد في 31 مايو 1985 في مونبليار في فرنسا. لعب مع مكابي نتانيا ونادي سوشو ونادي غينت.

## وصلات خارجية
- أليكساندر مارتينوفيتش على موقع رابطة كرة القدم الفرنسية للمحترفين (الإنجليزية)
- أليكساندر مارتينوفيتش على موقع قاعدة بيانات كرة القدم.إي يو (الإنجليزية)
- أليكساندر مارتينوفيتش على موقع ليكيب (الفرنسية)
- أليكساندر مارتينوفيتش على موقع عالم كرة القدم.نت (الإنجليزية)